# Catiguá
Catiguá – miasto i gmina w Brazylii, w stanie São Paulo. Znajduje się w mezoregionie São José do Rio Preto i mikroregionie Catanduva. Liczba mieszkańców wynosi 7,603 (szacunkowo z 2015 r.) Na obszarze 148 km². 